# Firhouse
Firhouse (irl. Teach Giúise) – dzielnica Dublina w  Irlandii, w hrabstwie Dublin Południowy, przedmieście Dublina, liczy 10 571 mieszkańców (2006).